# Polisemie
În semantică, polisemia sau polisemantismul este, conform definiției celei mai frecvente, însușirea unui cuvânt de a avea mai multe sensuri. Unii autori adaugă la aceasta că aceste sensuri sunt în relație unul cu altul, deoarece provin dintr-un sens de bază. Există și o completare a definiției, conform căreia polisemia este starea unui cuvânt de a indica fie mai multe caracteristici semantice ale aceluiași obiect, fie caracteristica semantică comună a mai multor obiecte. Unii lingviști extind genul proxim al definiției și la alte entități lingvistice decât cuvântul. În această concepție se vorbește și despre polisemia afixelor și a unităților frazeologice.
Mare parte din lexicul unei limbi este polisemică, polisemia fiind un mijloc economic de îmbogățire a lexicului. Unii lingviști, de exemplu Michel Bréal⁠(d), cel care a introdus termenul „polisemie” în lingvistică, văd o relație între dezvoltarea culturii pe care o vehiculează o limbă și îmbogățirea polisemică a cuvintelor. S-a observat de asemenea că polisemia depinde și de frecvența cuvintelor: cu cât un cuvânt este mai frecvent, cu atât are mai multe sensuri.
Noțiunea de polisemie se opune altor două noțiuni. Una dintre acestea este monosemia, adică unicitatea sensului, cealaltă fiind omonimia. Chestiunea dacă în cazul a două cuvinte cu corp fonetic identic este vorba de polisemie sau de omonimie, nu este totdeauna clară. Pe de altă parte, nu este totdeauna ușor de stabilit dacă un cuvânt are mai multe sensuri diferite sau doar un sens vag.

## Polisemie și monosemie
Polisemia servește la îmbogățirea lexicului general, dar este deseori simțită ca un dezavantaj pentru gândirea științifică, de exemplu de către filozoful și matematicianul Gottfried Wilhelm von Leibniz. Limbajul științific și tehnic are tendința de a folosi termenii specifici cu un singur sens (monosemantism), exprimând o singură noțiune, pentru a evita ambiguitatea (abaterea de la principiul identității din logică). Poate fi vorba și de cuvinte care fac parte atât din lexicul general, cât și dintr-unul de specialitate. De exemplu, cuvântul fier se folosește în chimie numai cu sensul de metal cu anumite caracteristici fizico-chimice, dar în lexicul general poate avea sensul de obiect din acel metal sau dintr-un aliaj al acestuia.

## Polisemie și omonimie
Se poate observa că, uneori, unul și același cuvânt este tratat diferit în dicționare diferite: într-unul apare ca polisemic, în altul ca omonim al altui cuvânt, din cauza faptului că nu totdeauna se poate distinge net polisemia de omonimie. S-au încercat diferite criterii pentru a face distincția, dar fiecare are limite.
Unul din criterii ar fi etimologia. Dacă două cuvinte sunt identice, dar se știe sigur că provin de la două cuvinte diferite, sensurile lor fiind complet diferite, fără nicio legătură între ele, este vorba de omonime. Un exemplu este în limba engleză plane „rindea” vs. plane „avion”. În schimb, cuvintele franceze dessin „desen” și dessein „intenție, proiect” sunt considerate omonime, deși provin de la același verb din limba italiană, disegnare, cu două sensuri, „a desena” și „a proiecta”, ce stau la baza celor două cuvinte din franceză.
Se poate vedea că este vorba de polisemie dacă mai multe corpuri fonetice identice sunt reunite printr-o caracteristică comună. De exemplu, caracteristica semantică „scălda”, „spăla” leagă formele băi („scalde”), băi („scăldători”), băi („camere de spălat”) și băi („localități cu instalații speciale destinate curei balneare”).
Este de asemenea vorba de polisemie dacă vorbitorii percep că un cuvânt are un sens de bază, care este independent de context, și sensuri secundare derivate din acesta, dependente de context, condiționate sintagmatic de anumite îmbinări intrate în uz, în relație motivantă cu sensul de bază.
Alt criteriu ar fi unul gramatical, de exemplu genul, care distinge sensuri în cazul lui fr  le pendule „pendulul” vs. la pendule „pendula”, dar, din păcate, distinge și omonime: le vase „vaza” vs. la vase „nămolul”.

## Polisemie și metonimie
În multe cazuri nu se poate stabili dacă un cuvânt are un sens vag sau mai multe sensuri. De exemplu este de discutat dacă numele unui obiect are sens diferit de cel de bază atunci când este folosit metonimic. După unii lingviști, prin metonimie nu s-ar crea un sens nou. Exemplu: Am ascuns/Am terminat cartea. Este clar că în Am ascuns cartea este vorba despre obiectul carte, iar Am terminat cartea înseamnă „Am terminat luarea la cunoștință a conținutului nematerial al cărții”, dar n-ar fi vorba de două sensuri ale cuvântului carte. Concluzia că prin metonimie nu se formează un sens nou ar putea fi trasă în urma constatării că o anumită metonimie este posibilă într-o limbă și imposibilă în alta. Exemplu: en  The roastbeef has not payed yet „Clientul care a comandat biftec n-a plătit încă” (literal: „Biftecul n-a plătit încă”). Ar fi ciudat să se spună că în engleză fiecare nume de mâncare are două sensuri, cel de bază și „client care a comandat mâncarea respectivă”.
Alți lingviști consideră că polisemia poate fi considerată un tip de metonimie. De exemplu, cuvântul operă cu sensul de bază „compoziție muzicală scrisă pentru soliști, cor și orchestră pe textul unui libret dramatic” ar mai avea și sensurile opera ca instituție, opera ca clădire, spectacol de operă, trupă de operă, partitura unei opere, înregistrarea unei opere etc..

## Polisemie și metaforă
Un procedeu cert de creare a unor sensuri noi este metafora, cu condiția să nu fie doar ocazională. Dacă vorbitorul spune despre o cameră că este o „sală de așteptare”, pentru că este mare și goală, este vorba de o metaforă ocazională, cu valoare stilistică, fără ca „sală de așteptare” să dobândească un sens nou. În schimb, un cuvânt ca en  mouse, cu sensul de bază (animalul) „șoarece”, folosit pentru a denumi un periferic al calculatorului, nu mai este o metaforă ocazională, ci una care a dat cuvântului un sens nou.

## Polisemia afixelor
Unii lingviști includ în noțiunea de polisemie și sensurile diferite pe care le poate avea unul și același afix.
Afixele de derivare țin și de lexic, și de morfologie. Un exemplu de astfel de afix, polisemic, este în limba maghiară sufixul -ság/ség care formează substantive din adjective sau din alte substantive. Acesta poate exprima:
- o calitate abstractă: jóság „bunătate”;
- o stare: egészség „sănătate”;
- un ansamblu de persoane: magyarság „maghiarime”;
- o instituție și localul acesteia : kapitányság „căpitănie”;
- o profesie și localul unde se practică: szabóság „croitorie”.

Există și afixe polisemice numai gramaticale, de exemplu, în maghiară, sufixele -kod(ik)/-ked(ik)/-köd(ik) și -ód(ik)/-őd(ik). Sensul lor de bază este reflexiv (de pildă în cazul verbului mosakodik „a se spăla”), dar pot avea și sens activ (ex. gúnyolódik „a ironiza”), sens apropiat de cel pasiv (elintéződik „a se rezolva”), putând exprima și diateza medie (bánkódik „a fi trist”).
Alte afixe polisemice gramaticale sunt, tot în maghiară, majoritatea prefixelor verbale. Prefixul ki-, bunăoară, provine de la adverbul ki „(spre) afară”, având uneori sensul acesta concret și ca prefix: kimegy „a ieși” (literal „a merge afară”). În afară de acesta, același prefix are diferite sensuri abstracte, metaforice, de pildă sensul „creierul omului este un rezervor; gândurile sunt obiecte care ies din creier”: kigondol valamit „a concepe, a proiecta ceva” (ki- + gondol „a gândi”).